# Carlton (Montana)
Carlton es un lugar designado por el censo ubicado en el condado de Missoula en el estado estadounidense de Montana. En el Censo de 2010 tenía una población de 694 habitantes y una densidad poblacional de 43,68 personas por km².

## Geografía
Carlton se encuentra ubicado en las coordenadas 46°41′28″N 114°3′45″O / 46.69111, -114.06250. Según la Oficina del Censo de los Estados Unidos, Carlton tiene una superficie total de 15.89 km², de la cual 15.88 km² corresponden a tierra firme y (0.03%) 0.01 km² es agua.

## Demografía
Según el censo de 2010, había 694 personas residiendo en Carlton. La densidad de población era de 43,68 hab./km². De los 694 habitantes, Carlton estaba compuesto por el 96.25% blancos, el 0% eran afroamericanos, el 1.3% eran amerindios, el 1.15% eran asiáticos, el 0% eran isleños del Pacífico, el 0% eran de otras razas y el 1.3% pertenecían a dos o más razas. Del total de la población el 0.86% eran hispanos o latinos de cualquier raza.